# 超緻密恆星系統
超緻密恆星系統（英語：Hypercompact stellar system，HCSS）是一個被從星系中心彈出後，圍繞超大質量黑洞（SMBHs）的恆星團。較靠近黑洞的恆星在被從星系中彈出後，會被黑洞吸引而形成超緻密恆星系統。超緻密這個詞是由於此系統與其他具有相同光度的系統相比尺寸較小，因為超質量黑洞的重力讓星團中的恆星在很窄的軌道上繞著星團中心運動。
馬克仁177星系旁的明亮X射線光源 SDSS 1113 極有可能是HCSS，它的存在可以證實重力波的反作用力理論（gravitational wave recoil），並證明超大質量黑洞的確可以存在於星系之外。

## 性質
天文學家們相信超大質量黑洞能藉由重力波的反作用力，從星系中心被向外彈射。這種情形會發生在雙黑洞系統的合併過程，當系統以重力波的形式喪失能量時，重力波並不是均勻向外發射的，有些動量會傳遞到合併的黑洞們上，相當於它們在合併的瞬間感受到了一股「反作用力」，好像這些黑洞被「踢」了一下。電腦模擬顯示這一「踢」大約造成黑洞以{\displaystyle 10^{5}km/s}
向外移動，這已經超過了即便是所有星系的脫離速度。
如果那一「踢」的速度Vk比恆星原本的軌道速度還快，原本圍繞著超大質量黑洞的恆星們在黑洞感受到反作用力的瞬間會被黑洞拖著走。這也是決定超緻密恆星系統大小的原理：系統的半徑大約等於在黑洞合併瞬間，雙黑洞系統中軌道速度約等於踢動速度的軌道大小
{\displaystyle R={\frac {GM}{V_{k}^{2}}}}
在上式中，M是超大質量黑洞的質量且G為重力常數。當踢動速度是{\displaystyle 10^{4}km/s}且黑洞的質量是一億倍太陽質量時，HCSS的大小R大概是0.5個秒差距（pc，相當於兩光年）。最大的HCSS半徑大約為20個秒差距，大概跟一個大型球狀星團一樣大；最小的HCSS大概只有千分之一秒差距大，比任何已知的星團都還要小。
在黑洞被「踢」出星系外後仍然圍繞著黑洞的恆星數目取決於踢動速度Vk以及在原本的雙黑洞系統中恆星分布的緊密程度。有些理論認為系統中恆星的質量大約等於或少於黑洞質量的0.1%。最大的HCSS大約會乘載數百億個恆星，使得他們的亮度與球狀星團或矮星系約略相同。
除了組成非常緊密以外，HCSS的特殊之處在於其質量由於中心黑洞的影響，與一般的星團相比極為巨大。超質量黑洞本身很暗且難以觀測，但其重力導致周圍的恆星會用比一般的星團更高的速度繞行。一般星團中恆星運動的速度大約在每秒幾公里之間，但在HCSS中每個恆星都移動得比當初的踢動速度Vk快，大概是每秒幾百或幾千公里。
如果踢動速度比恆星的脫離速度小，超大質量黑洞會掉回星系中間，並在星系之間來回震盪並達到平衡。
即便HCSS脫離原本的星系，它還是在同一個星系團或星系群的範圍裏，因為星系團或星系群的脫離速度比單一星系來的大許多。當HCSS被觀測到時，由於它將通過星系或星團的重力位能井，HCSS實際上應該動得比踢動速度Vk來的慢許多。HCSS中的恆星與星系中心會觀察到的恆星相近，也就是說這些恆星會有較高的金屬豐度且比典型的球狀星團還要年輕。

## 相關研究
由於HCSS中心的黑洞無法觀測到，因此HCSS看起來就像非常微弱的一團恆星。區分一般聚集起來的恆星與HCSS的方法是透過都普勒紅移測量恆星的軌道速度，因為HCSS中恆星的移動速率會比一般聚在一起的恆星移動速率更快。這樣的觀測並不容易實現，因為HCSS相對其他恆星來說是非常微弱的，即便是非常巨大的天文望遠鏡也要花上好幾個小時蒐集光源才能觀測到。
星系團是最有可能找到HCSS的地方。首先，星系團中的星系大部分都是橢圓星系，這類的星系通常經由星系合併所形成。星系合併是形成雙超質量黑洞系統的先決條件，才有可能發生黑洞合併並向外產生重力波而「踢」動其他黑洞並形成HCSS；其次，由於來自主星系的逃逸速度足夠大，即便HCSS逃離它原本的主星系，也會被保留在附近。
科學家們估計，鄰近的室女座星系團與天爐座星系團可能有成千上百個HCSS。對這些星系團中的星團與較緊密的星系進行深入的觀測後，我們發現有些過去被認為是一般星團的天體很可能是HCSS。然而根據觀測，其中雖然有些緊緻的天體有很高的內部速度，卻沒有一個有夠高的速度以至於可以直接被認定為HCSS。
另一個可能會出現HCSS的地方是最近星系合併旺盛的地方。HCSS中心的黑洞時不時會吞噬一顆離它太近的黑洞，進而產生非常明亮的斑點。有些類似的斑點可以在星系的中心被觀測到，有可能是星星太靠近星系核中的超值亮黑洞所造成。. 而根據估計，形成HCSS的黑洞在逃離星系中心時會破壞大約十二顆恆星。 然而，斑點存在的時間只有幾個月，因此除非大範圍的進行調查，否則很難觀測到類似的事件。除此之外，HCSS中的恆星也可能爆炸而成為第一型超新星（白矮星）。

## 重要性
HCSS的發現與研究有以下幾項重要性：
- 證實超質量黑洞有可能存在於星系之外。
- HCSS的存在將證實有些星系中沒有超質量黑洞的存在。這將對將星系成長理論與超質量黑洞成長理論連結起來的理論，以及超質量黑洞的質量與星系特性之間的關聯產生重要影響。
- 如果可以觀測到HCSS，則可以回推踢動速度的分布，讓我們對星系合併的歷史、雙黑洞的自旋與質量有更深的了解。

## 資料來源
1. ↑  Healy, J.; Herrmann, F.; Shoemaker, D. M.; Laguna, P.; Matzner, R. A.; Matzner, Richard, , Physical Review Letters, 2009, 102 (4): 041101–041105, Bibcode:2009PhRvL.102d1101H, PMID 19257409, arXiv:0807.3292 , doi:10.1103/PhysRevLett.102.041101
2. ↑  Merritt, D.; Milosavljevic, M.; Favata, M.; Hughes, S. A.; Holz, D. E., , The Astrophysical Journal, 2004, 607 (1): L9–L12, Bibcode:2004ApJ...607L...9M, arXiv:astro-ph/0402057 , doi:10.1086/421551
3. 1 2 3 4  Merritt, D.; Schnittman, J. D.; Komossa, S., , The Astrophysical Journal, 2009, 699 (2): 1690–1710, Bibcode:2009ApJ...699.1690M, arXiv:0809.5046 , doi:10.1088/0004-637X/699/2/1690
4. ↑  Gualandris, A.; Merritt, D., , The Astrophysical Journal, 2008, 678 (2): 780–796, Bibcode:2008ApJ...678..780G, arXiv:0708.0771 , doi:10.1086/586877
5. ↑  Mieske, S.; Hilker, M.; Jordán, A.; Infante, L.; Kissler-Patig, M.; Rejkuba, M.; Richtler, T.; Côté, P.;  et al, , Astronomy and Astrophysics, 2008, 487 (3): 921–935, Bibcode:2008A&A...487..921M, arXiv:0806.0374 , doi:10.1051/0004-6361:200810077
6. ↑  Komossa, S., ,  2004: 45–48, 2004  [2019-10-09], doi:10.1017/S1743921304001425, （原始内容存档于2016-03-03）
7. 1 2  Komossa, S.; Merritt, D., , The Astrophysical Journal, 2009, 683 (1): L21–L24, Bibcode:2008ApJ...683L..21K, arXiv:0807.0223 , doi:10.1086/591420

## 外部連結
- New Type of Cosmic Object to Be Revealed? （页面存档备份，存于） National Geographic News article on hypercompact stellar systems.
- Mangled Stars Could Reveal Ejected Black Holes New Scientist article on tidal disruption flares from recoiling black holes.